# Serra de na Burguesa

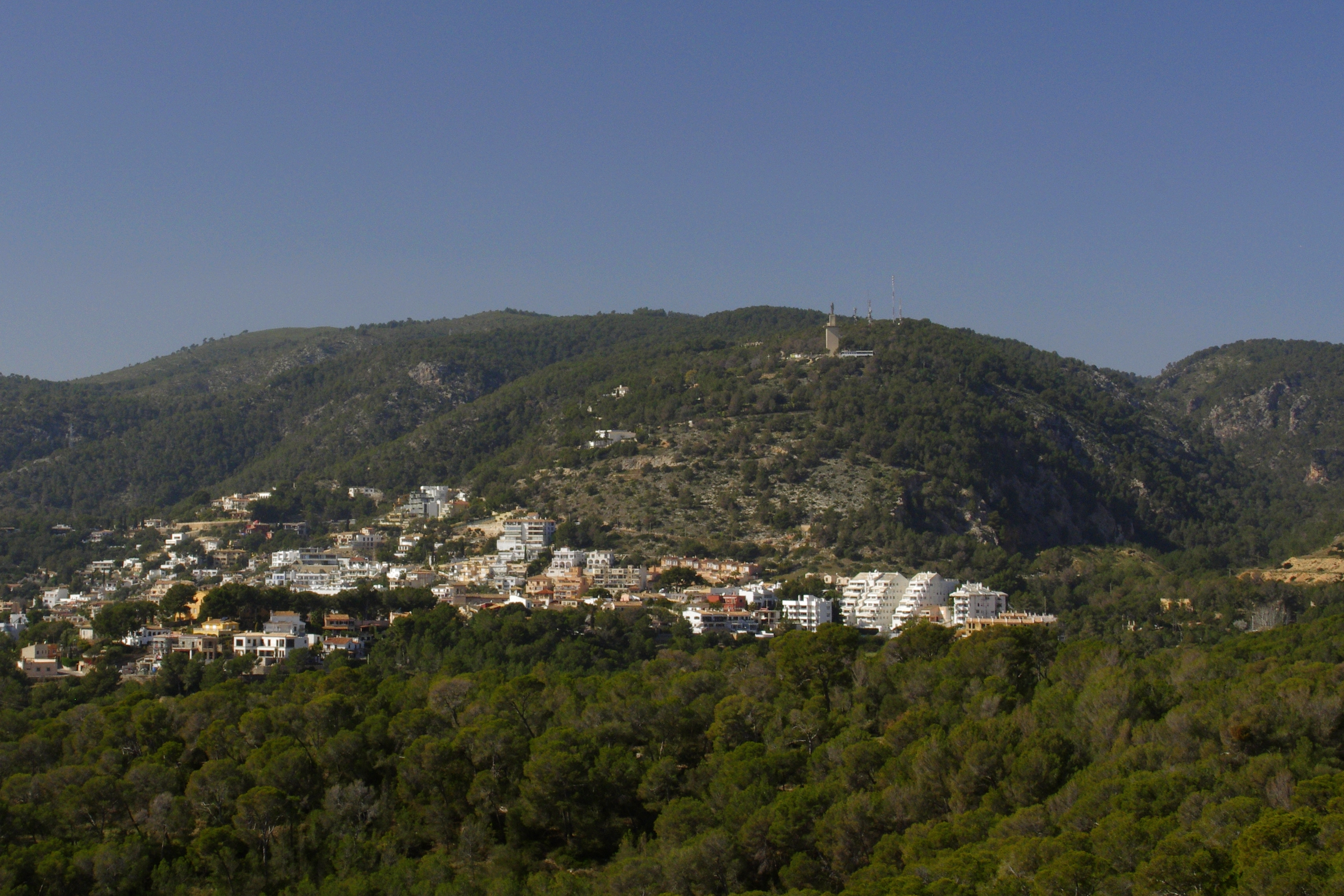
Serra de na Burguesa (2019)

Serra de na Burguesa (heute auch als Na Burguesa bekannt) ist ein Gebirge auf der Baleareninsel Mallorca. Die sich mit scharfen Umrissen abgrenzende Bergkette, deren Ausläufer bis an die Küste verlaufen, liegt im südlichsten Teil der Serra de Tramuntana zwischen Son Vida (Palma) und Son Falconer (Calvià). Die durchschnittliche Höhe beträgt rund 400 msnm. Die höchsten Erhebungen sind der Coll dels Pastors mit 443 m, der Puig Gros de Bendinat mit 486 m und der Puig den Bou mit 503 m.

## Geschichte
Die Bergkette ist geprägt durch ausgedehnte Kiefernwälder und die typisch mediterrane Gebüschformation der Garrigue. Zudem befindet sich auf dieser Bergkette eine natürliche Terrasse, der  Mirador de n'Alzamora, der bei den Taten des Königs Jakob I. von Aragonien eine wichtige Rolle spielte. Es handelt sich dabei um eine geschützte Stelle, von der ein Ausblick über die Küste von Calvià, die Berge im Norden und im Osten auf die Ebene und die Hafenanlage von Palma gegeben ist. Im ganzen Tal standen einst zerstreute arabische Bauernhäuser, aus denen sich später massive Häuser und landwirtschaftliche Güter entwickelten.
Historische Bedeutung hat dieses Gebirge im Jahr 1229 erlangt, als Jakob I. auf Mallorca landete und seine Truppen über diesen Gebirgszug Palma von den Mauren zurückeroberten. Die Bergkette trug damals den Namen Serra de Porto Pi.
Im 17. Jahrhundert wurde auf Anordnung des Marqués de la Romana (Pedro Caro i Sureda (1761–1811) aus Palma) an dieser Stelle das Castell de Bendinat errichtet. Auch wurde der Name des Gebirges Serra de Porto Pi zu Ehren von Francesc de Burgues in Serra de na Burguesa geändert. dessen Familie seinerzeit ein landwirtschaftliches Anwesen am Fuße der Bergkette im heutigen Gemeindegebiet von Calvia betrieb.

## Tourismus
Die Hochebene ist heute ein gut besuchtes Ausflugsgebiet, sowohl von Wanderern wie auch Jägern aus der nahegelegenen Hauptstadt Palma. Es gibt eine Zufahrt über den Vorort von Palma. Von Gènova führt eine schmale Serpentinenstraße direkt zum Coll de Sa Creu. Eine geringe Anzahl von Parkplätzen sind am gleichnamigen Aussichtsrestaurant (Na Burgesa) vorhanden. Dieser Ausgangsort für Wanderungen ist durch eine Metall-Skulptur, die auf einem Turm am Coll de Sa Creu errichtet wurde und an einer kleinen Kapelle angrenzt, weit über die Ebene von Palma hinaus erkennbar.